# Langkho
Langkho är en kommun i Myanmar.   Den ligger i regionen Shanstaten, i den centrala delen av landet, 200 km öster om huvudstaden Naypyidaw. Antalet invånare är 37 614.